# Вероніка затінкова
Вероніка затінкова, вероніка тіньова (Veronica umbrosa) — вид рослин родини подорожникові (Plantaginaceae), поширений від України до Кавказу.

## Опис
Багаторічна рослина 10–40 см заввишки. Стебла нечисленні, лежачі, плодоносні гілки висхідні, розсіяно запушені. Листки яйцеподібні або довгасті, тонкі, віддалено-пилчасті, біля основи цілокраї. Китиці пазушні, чергуються, багатоквіткові, нещільні, довгі. Приквітки яйцеподібні, цільні. Чашечка 4-роздільна. Віночок 6–15 мм в діаметрі, білуватий, з темними жилками, синій або рожевий, перевищує чашечку. Коробочка схована в чашечку, на верхівці слабо виїмчаста, сплюснута, з шириною, що перевищує довжину, при основі усічена, залозисто-запушена. Насіння велике, по 2–5 у гнізді.
Період цвітіння: березень і квітень.

## Поширення й екологія
Поширений в Україні, південно=європейській Росії, Азербайджані, Грузії.
В Україні зростає у тінистих лісах і на скелях — у донецькому Лісостепу, рідко (Луганська обл., Лисичанський р-н); по всьому гірському Криму, часто.